# Grootboek
Het grootboek is de verzameling van alle grootboekrekeningen. Hierin wordt van elke grootboekrekening afzonderlijk een overzicht bijgehouden van de wijzigingen die zich gedurende een bepaalde periode voordoen. Veelal worden deze wijzigingen in dagboeken geregistreerd, alvorens ze automatisch worden verwerkt in het grootboek. Aan de hand van bepaalde waarden in het grootboek kan de financiële situatie van een bedrijf op het betreffende moment worden bepaald.

Grootboek

Belangrijke waarden zijn:
- Activa
- Passiva
- Eigen vermogen
- Omzet
- Kosten
- Opbrengsten
- Verliezen